# Martinskirche (Neckargröningen)

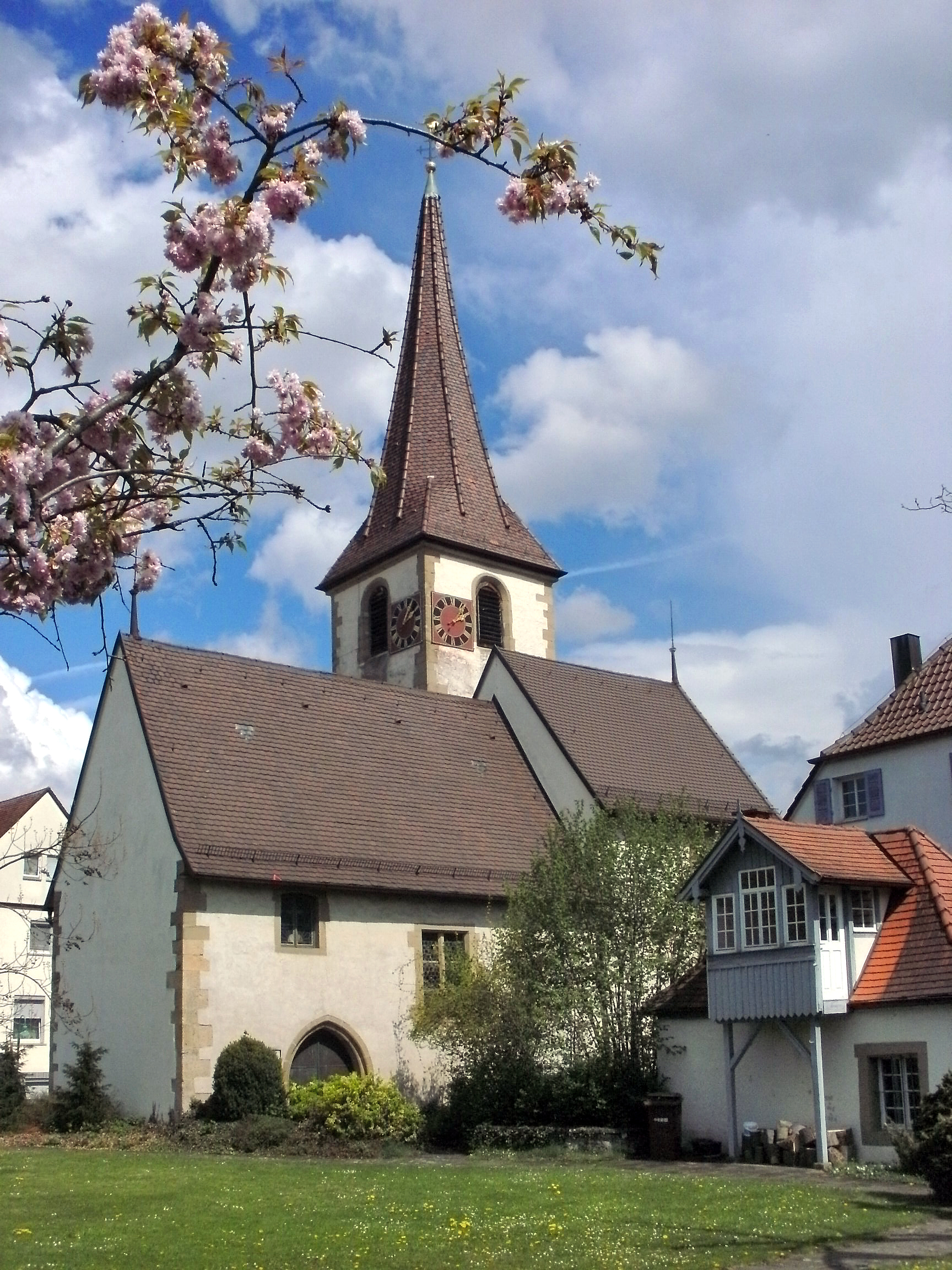
Martinskirche in Neckargröningen

Die evangelische Martinskirche steht in Neckargröningen, einem Stadtteil von Remseck am Neckar im Landkreis Ludwigsburg in Baden-Württemberg. Das Bauwerk ist beim Landesamt für Denkmalpflege Baden-Württemberg als Baudenkmal eingetragen. Die Kirchengemeinde fusionierte mit anderen Kirchengemeinden zur Kirchengemeinde Remseck im Kirchenbezirk Ludwigsburg in der Evangelischen Landeskirche in Württemberg.

## Beschreibung
Die im Kern spätromanische Saalkirche, eine ehemalige Wehrkirche, besteht aus einem Langhaus, einem dreiseitig geschlossenen, von Strebepfeilern gestützten spätgotischen Chor im Osten, der 1515 nach einem Entwurf von Peter von Lahn gebaut wurde, und einem Chorflankenturm an dessen Nordwand. Sein oberstes Geschoss enthält die Turmuhr und den Glockenstuhl. Darauf sitzt ein achtseitiger, spitzer Helm.
Der Innenraum des Chors ist mit einem 1903 erneuerten Sterngewölbe überspannt. Die Orgel wurde 1965 als Opus 4791 von E. F. Walcker & Cie. gebaut.